# Dürrstraße (Leipzig)
Die Dürrstraße ist eine Anliegerstraße im Leipziger Stadtteil Lößnig. Sie ist benannt nach dem Leipziger Verlagsbuchhändler und Lokalpolitiker Alphons Dürr (1828–1908).

## Lage
Die Dürrstraße beginnt an der Abzweigung der Brunhildstraße von der zum Rundling führenden Siegfriedstraße und verläuft gradlinig in nordöstlicher Richtung bis zur Kreuzung Liechtensteinstraße / Sigebandweg / Dankwartstraße. Auf ihrer Länge von 370 Metern steigt sie um etwa fünf Meter an. Die Dürrstraße wird von der Buslinie 79 befahren.

## Geschichte
Von 1902 bis 1913 wurde nach Plänen von Max Pommer (1847–1915) und Anton Käppler (1856–1928) die Siedlung Gartenstadt Alt-Lößnig mit etwa 1100 Wohnungen erbaut. Ihre südöstliche Begrenzungsstraße erhielt 1908 den Namen Dürrstraße nach dem im gleichen Jahr verstorbenen Buchhändler und Lokalpolitiker. Die der Siedlung gegenüber liegende Straßenseite blieb zunächst unbebaut.
Etwa gleichzeitig mit der Errichtung des östlich der Dürrstraße gelegenen Rundlings entstanden auf der Südostseite der Straße drei Miethauszeilen nach Plänen des Leipziger Stadtbaudirektors Hubert Ritter (1886–1967), der auch den Rundling entworfen hatte.
Im Zweiten Weltkrieg wurde nur ein Eckhaus einer der Miethauszeilen (Nr. 69) zerstört, aber wieder rekonstruiert. Alle Bauten an der Dürrstraße wurden nach 1990 saniert.

## Bebauung

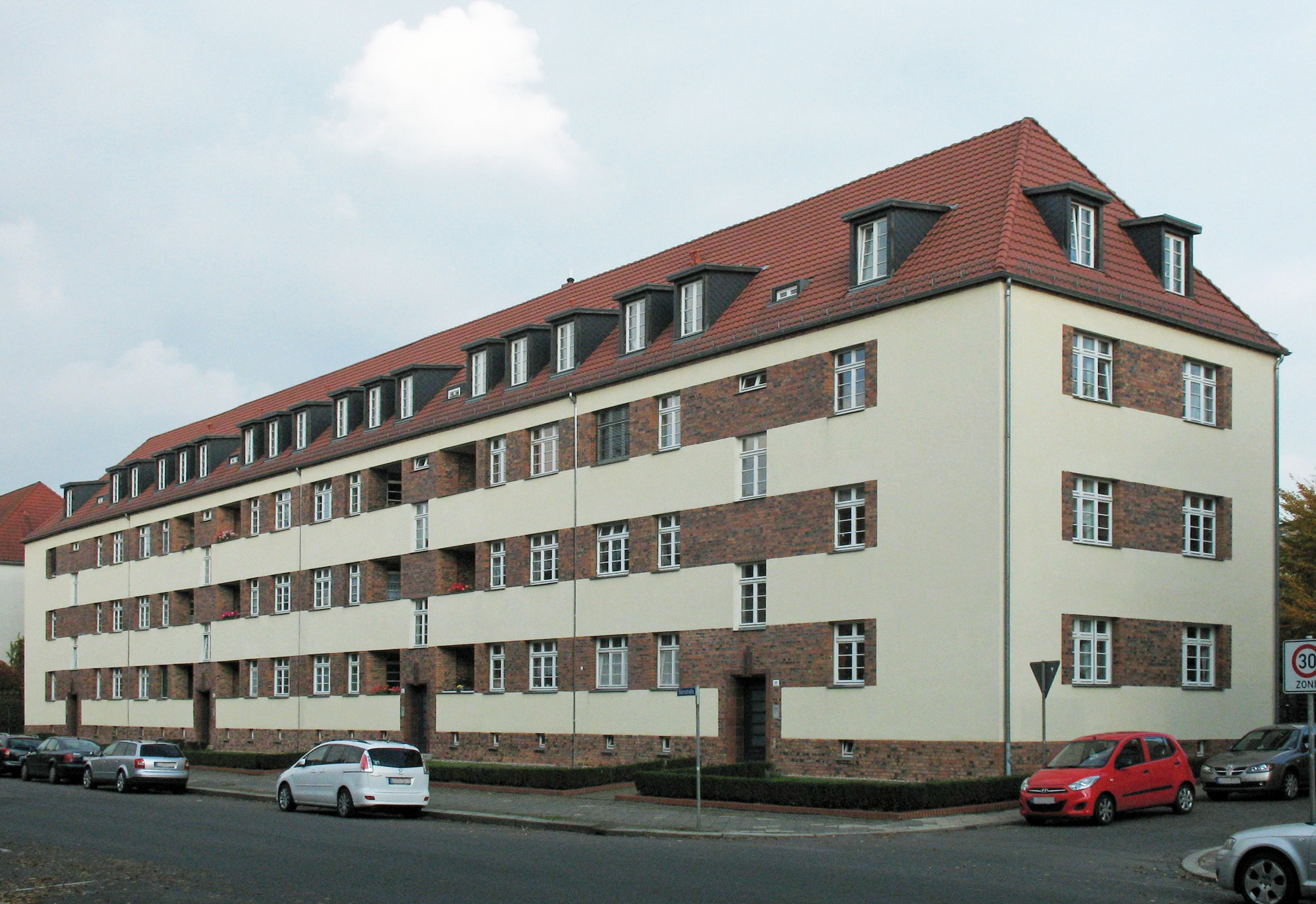
Wohnhauszeile (Nr. 53–59) an der Südostseite der Straße (2013)

Die Häuser an der Nordostseite der Straße sind als Eckhäuser zu den jeweils einmündenden Seitenstraßen nummeriert. Sie gehören zur Siedlung Alt-Lößnig, sind im Heimatstil erbaut und stehen gemeinsam unter Denkmalschutz.
Die ebenfalls unter Denkmalschutz stehenden dreigeschossigen Häuserzeilen an der Südostseite der Straße mit Walmdach und Ziegelverblendung sind dem Stil des Neuen Bauens zuzurechnen.

## Verschiedenes
- In der Leipziger Südvorstadt gibt es seit 1925 zwischen Schleußiger Weg und Galopprennbahn Scheibenholz einen ebenfalls nach Dürr benannten Platz.
- In den Kriminalromanen des Leipziger Autors Henner Kotte kommt auch die Dürrstraße vor.[4][5]